# Laguna La Yeguada

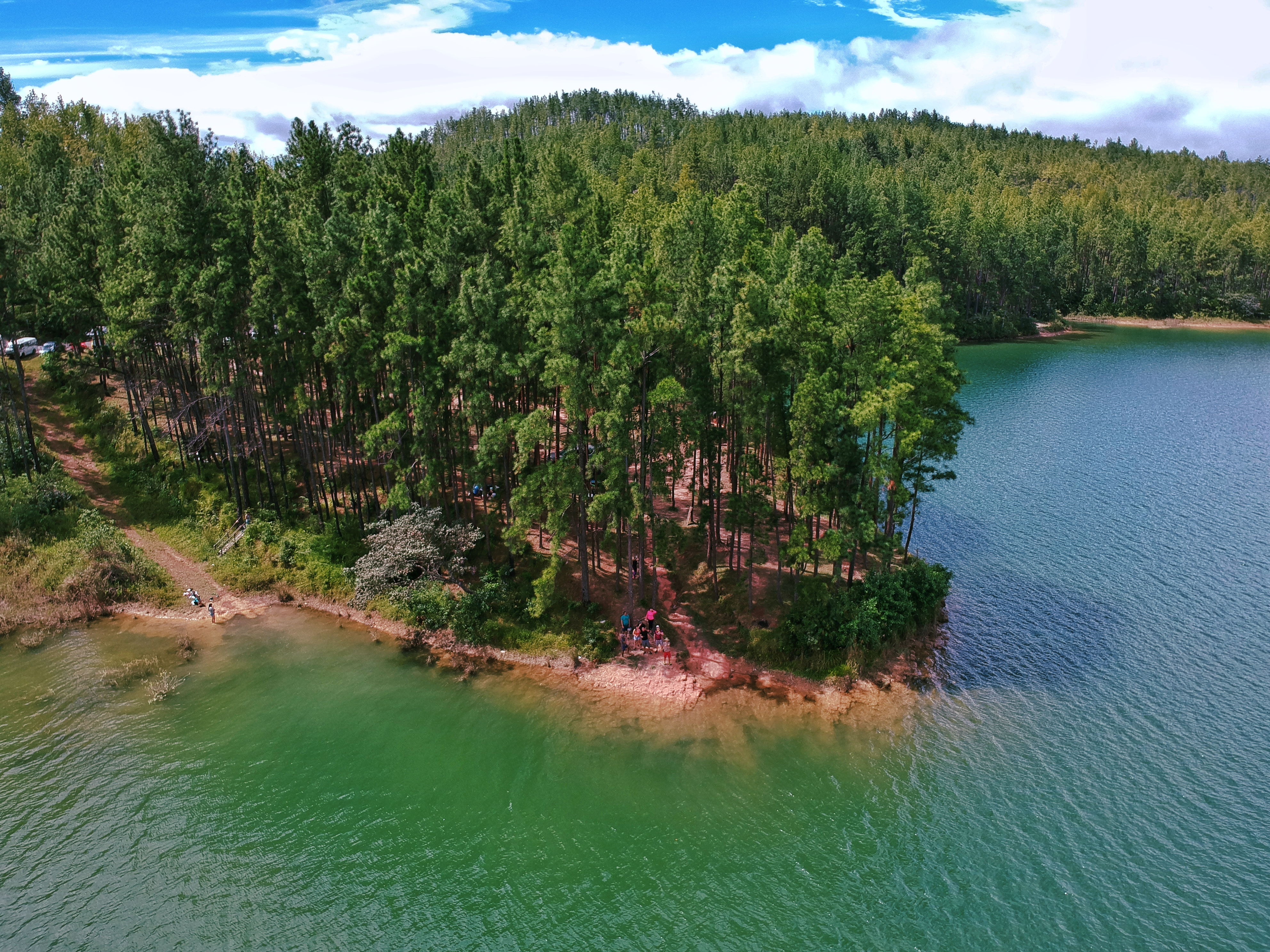
Fotografía Aérea de la Laguna de la Yeguada

La laguna la Yeguada es un antiguo cráter volcánico de tipo estratovolcano, convertido en una laguna que se ubica en el distrito de Calobre, provincia de Veraguas, Panamá. La laguna posee un tamaño de 1,125 km².
La profundidad máxima de la laguna es de 6,5 metros, y posee una cuenca hidrográfica que abarca 638 km², siendo esta parte de la Reserva Forestal La Yeguada. Adicionalmente, la cuenca hidrográfica da soporte a la hidroeléctrica La Yeguada inaugurada en 1967.

Especies de árboles que se encuentran
Pino del Caribe

## Clima
| Parámetros climáticos promedio de Laguna La Yeguada (normales 2001–2015, extremos 1960–actualidad) | Parámetros climáticos promedio de Laguna La Yeguada (normales 2001–2015, extremos 1960–actualidad) | Parámetros climáticos promedio de Laguna La Yeguada (normales 2001–2015, extremos 1960–actualidad) | Parámetros climáticos promedio de Laguna La Yeguada (normales 2001–2015, extremos 1960–actualidad) | Parámetros climáticos promedio de Laguna La Yeguada (normales 2001–2015, extremos 1960–actualidad) | Parámetros climáticos promedio de Laguna La Yeguada (normales 2001–2015, extremos 1960–actualidad) | Parámetros climáticos promedio de Laguna La Yeguada (normales 2001–2015, extremos 1960–actualidad) | Parámetros climáticos promedio de Laguna La Yeguada (normales 2001–2015, extremos 1960–actualidad) | Parámetros climáticos promedio de Laguna La Yeguada (normales 2001–2015, extremos 1960–actualidad) | Parámetros climáticos promedio de Laguna La Yeguada (normales 2001–2015, extremos 1960–actualidad) | Parámetros climáticos promedio de Laguna La Yeguada (normales 2001–2015, extremos 1960–actualidad) | Parámetros climáticos promedio de Laguna La Yeguada (normales 2001–2015, extremos 1960–actualidad) | Parámetros climáticos promedio de Laguna La Yeguada (normales 2001–2015, extremos 1960–actualidad) | Parámetros climáticos promedio de Laguna La Yeguada (normales 2001–2015, extremos 1960–actualidad) |
| Mes                                                                                                | Ene.                                                                                               | Feb.                                                                                               | Mar.                                                                                               | Abr.                                                                                               | May.                                                                                               | Jun.                                                                                               | Jul.                                                                                               | Ago.                                                                                               | Sep.                                                                                               | Oct.                                                                                               | Nov.                                                                                               | Dic.                                                                                               | Anual                                                                                              |
| -------------------------------------------------------------------------------------------------- | -------------------------------------------------------------------------------------------------- | -------------------------------------------------------------------------------------------------- | -------------------------------------------------------------------------------------------------- | -------------------------------------------------------------------------------------------------- | -------------------------------------------------------------------------------------------------- | -------------------------------------------------------------------------------------------------- | -------------------------------------------------------------------------------------------------- | -------------------------------------------------------------------------------------------------- | -------------------------------------------------------------------------------------------------- | -------------------------------------------------------------------------------------------------- | -------------------------------------------------------------------------------------------------- | -------------------------------------------------------------------------------------------------- | -------------------------------------------------------------------------------------------------- |
| Temp. máx. abs. (°C)                                                                               | 34.2                                                                                               | 34.8                                                                                               | 36.6                                                                                               | 36.5                                                                                               | 35.6                                                                                               | 32.8                                                                                               | 32.8                                                                                               | 33.8                                                                                               | 32.8                                                                                               | 31.4                                                                                               | 37.0                                                                                               | 33.6                                                                                               | 37.0                                                                                               |
| Temp. máx. media (°C)                                                                              | 29.5                                                                                               | 30.5                                                                                               | 31.4                                                                                               | 31.3                                                                                               | 29.6                                                                                               | 28.8                                                                                               | 28.8                                                                                               | 28.6                                                                                               | 28.3                                                                                               | 27.9                                                                                               | 27.9                                                                                               | 28.9                                                                                               | 29.3                                                                                               |
| Temp. media (°C)                                                                                   | 24.1                                                                                               | 24.5                                                                                               | 25.2                                                                                               | 25.1                                                                                               | 24.5                                                                                               | 24.0                                                                                               | 24.0                                                                                               | 23.9                                                                                               | 23.6                                                                                               | 23.4                                                                                               | 23.4                                                                                               | 23.8                                                                                               | 24.1                                                                                               |
| Temp. mín. media (°C)                                                                              | 18.7                                                                                               | 18.5                                                                                               | 18.9                                                                                               | 19.0                                                                                               | 19.4                                                                                               | 19.3                                                                                               | 19.2                                                                                               | 19.1                                                                                               | 19.0                                                                                               | 19.0                                                                                               | 18.8                                                                                               | 18.7                                                                                               | 19.0                                                                                               |
| Temp. mín. abs. (°C)                                                                               | 10.0                                                                                               | 11.1                                                                                               | 10.0                                                                                               | 11.1                                                                                               | 11.1                                                                                               | 12.2                                                                                               | 12.2                                                                                               | 13.0                                                                                               | 12.2                                                                                               | 12.2                                                                                               | 12.2                                                                                               | 11.1                                                                                               | 10.0                                                                                               |
| Lluvias (mm)                                                                                       | 21.0                                                                                               | 8.3                                                                                                | 26.3                                                                                               | 95.1                                                                                               | 368.4                                                                                              | 448.2                                                                                              | 335.7                                                                                              | 473.3                                                                                              | 587.4                                                                                              | 591.2                                                                                              | 318.8                                                                                              | 95.5                                                                                               | 3369.2                                                                                             |
| Fuente n.º 1: INEC                                                                                 | | | | | | | | | | | | | |
| Fuente n.º 2: IMHPA (lluvia y extremos)                                                            | | | | | | | | | | | | | |